# Aleksander Goeroeli
Alexander 'Aleksandr' Goeroeli (Georgisch: ალექსანდრე გურული) (Batoemi, 9 november 1985) is een voetballer uit Georgië, die sinds 2008 als middenvelder speelt voor FC Karpaty Lviv in Oekraïne.
Goeroeli is de zoon van oud-profvoetballer Gija Goeroeli (1964), die in 1994 drie officiële interlands speelde voor het Georgisch voetbalelftal. Zelf maakte hij op 17 november 2010 zijn debuut voor de nationale ploeg van Georgië in de vriendschappelijke interland tegen Slovenië in Koper. Hij nam in die wedstrijd het eerste Georgische doelpunt voor zijn rekening. Andere debutanten in dat duel waren Akaki Khubutia, Levan Kakoebava, Tornike Okriasjvili en Gocha Khojava.